# Golvandeh
Golvandeh (persiska: گولوَند, گولبِه, گُلوَندِه, گُّلوَند, گُلبَند, Gūlvand, گلونده) är en ort i Iran.   Den ligger i provinsen Hamadan, i den nordvästra delen av landet, 270 km sydväst om huvudstaden Teheran. Golvandeh ligger 2 031 meter över havet och antalet invånare är 112.
Terrängen runt Golvandeh är lite kuperad, och sluttar norrut. Runt Golvandeh är det ganska tätbefolkat, med 104 invånare per kvadratkilometer. Närmaste större samhälle är Malāyer, 16,8 km sydväst om Golvandeh. Trakten runt Golvandeh består i huvudsak av gräsmarker.